# Golden Globe du meilleur acteur dans un second rôle dans une mini-série, une anthologie ou un téléfilm
Le Golden Globe du meilleur acteur dans un second rôle dans une mini-série, une anthologie ou un téléfilm (Golden Globe Award for Best Supporting Actor in a Limited Series/Anthology or Motion Picture Made for Television) est une récompense télévisuelle décernée depuis 2023 par la Hollywood Foreign Press Association
Elle remplace le Golden Globe du meilleur acteur dans un second rôle dans une série, une mini-série ou un téléfilm qui est désormais remplacé par deux nouvelles catégories :
- Golden Globe du meilleur acteur dans un second rôle dans une série musicale, comique ou dramatique (Golden Globe Award for Best Supporting Actor in a Television Series/Musical-Comedy or Drama)
- Golden Globe du meilleur acteur dans un second rôle dans une mini-série, une anthologie ou un téléfilm (Golden Globe Award for Best Supporting Actor in a Limited Series/Anthology or Motion Picture Made for Television)

## Palmarès
Note : le symbole « ♕ » rappelle le gagnant de l'année précédente (si nomination).

### Années 2020
- 2023 : Paul Walter Hauser pour le rôle de Larry Hall dans Black Bird
  - F. Murray Abraham pour le rôle de Bert Di Grasso dans The White Lotus
  - Domhnall Gleeson pour le rôle de Sam Fortner dans The Patient
  - Richard Jenkins pour le rôle de Lionel Dahmer dans Monstre
  - Seth Rogen pour le rôle de Rand Gauthier dans Pam and Tommy